# 身體藝術

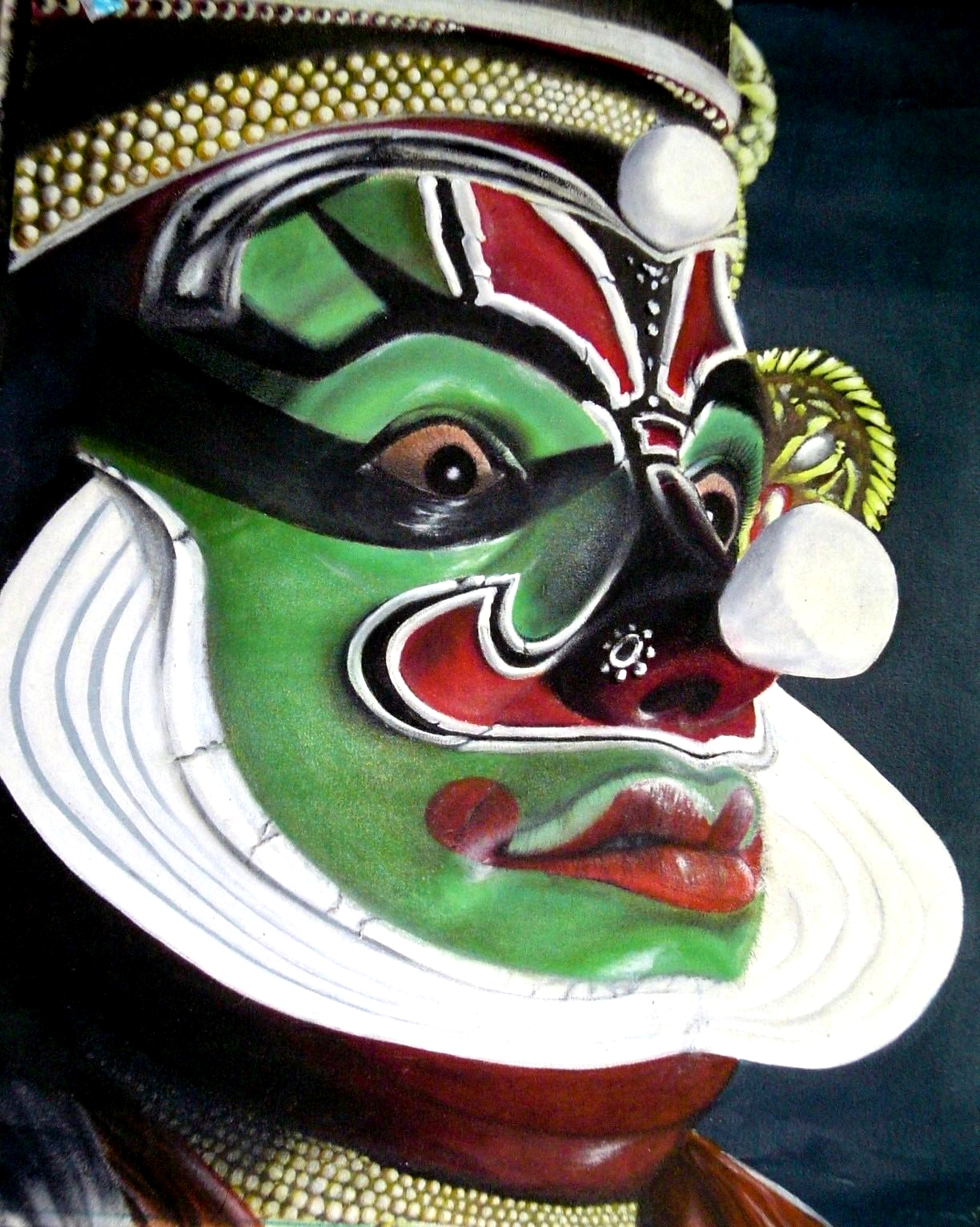
复杂的化妆是人体艺术的其中一种形式

身體藝術（英語：body art），是指以人的身體（Human body）作為媒介的藝術形式。刺青、身體穿刺、人體彩繪等，都是常見的身體藝術。
雖然身體藝術也有被誤稱為「人體藝術」，但傳統習慣上，人體藝術是指展現人的赤裸軀體的藝術，與身體藝術有別。在繪畫和雕塑等美術題材中，人體藝術指以裸體人物作為題材，比如「人體藝術繪畫」。在攝影中，也是這樣使用，比如「人體藝術攝影」，以展示人體身軀或特定身體部位做為藝術主題。
一些極端的身體藝術還包括自殘以及挑戰肉體極限。玛莉娜·阿布拉莫维奇曾经连续跳舞直至疲惫不堪而倒下。Dennis Oppenheim的一个著名作品是，胸口放本书晒日光浴一直晒到书以外的部分严重晒伤。
西洋美术中，身体艺术是行为艺术下的一个分支。

## 參閱
- 行为艺术
- 安格尔
- 荒木经惟
- 汤加丽
- 张筱雨